# کلارک دین
کلارک دین (انگلیسی: Clark Dean؛ زادهٔ ۳ فوریهٔ ۲۰۰۰) قایقران روئینگ اهل ایالات متحده آمریکا است.